# Palmerston Park
Der Palmerston Park ist ein Fußballstadion in der schottischen Stadt Dumfries. Es ist Eigentum und Heimspielstätte des Fußballvereins Queen of the South aus. Die Sportstätte bietet derzeit 8690 Plätze; darin enthalten sind 3377 Sitzplätze. Seit der Gründung 1919 trägt der Verein seine Spiele im Palmerston Park aus. Schon seit den 1870er Jahren wird der Platz für Fußball genutzt. Seit 2013 nutzt auch der FC Heston Rovers aus Dumfries die Anlage. An das Stadion grenzt östlich die Eissporthalle Dumfries Ice Bowl.

## Geschichte
Die Spielstätte verfügt über vier Tribünen. 1921 kaufte der Verein das Stadion für £1500, nachdem der Verein vier Spieler an die Blackburn Rovers und Aston Villa verkauft hatten. 1995 weihte man die neue Haupttribüne (heute: Alpha Solway Stand) ein; die den alten Coo Shed Stand ersetzte. Der BDS Digital Stand im Osten ist zum Teil Standort der Plätze für die Gästefans. Die damalige Haupttribüne musste nach einem Brand 1964 ersetzt werden. Der Portland Drive Terrace ist eine klassische, englische Stehplatztribüne mit Dach; wie man sie vor der Hillsborough-Katastrophe 1989 und dem nachfolgenden Taylor Report in fast jedem britischen Stadion finden konnte. Der unüberdachte Stehrang Terregles Street End war von Ende der 1990er Jahre bis 2014 wegen seines schlechten Zustandes geschlossen. Seitdem bietet er 1968 Plätze. Der Zuschauerrekord stammt vom 23. Februar 1952, als das Achtelfinalspiel im Scottish FA Cup 1951/52 gegen Heart of Midlothian insgesamt 26.552 Besucher in das Stadion lockte.

## Tribünen
- Alpha Solway Stand – (West, Haupttribüne, 2192 Sitzplätze)
- BDS Digital Stand – (Ost, Gegentribüne, 1185 Sitzplätze)
- Oakbank Services Terrace – (Nord, Hintertortribüne, 3345 Stehplätze)
- Terregles Street Terrace – (Süd, Hintertortribüne, 1968 Stehplätze)